# Melibea (Oceanina)
Nella mitologia greca, Melibea era un'Oceanina, una delle tremila figlie di Oceano e Teti.
Sposò Pelasgo, re dell'Arcadia, e divenne madre di Licaone e possibilmente di Temeno.
Secondo un altro mito, il dio del fiume Oronte si innamorò di lei, e per questo motivo fermò le sue acque, causando un'inondazione.